# Munna spitzbergensis
Munna spitzbergensis är en kräftdjursart som beskrevs av Gurjanova 1930. Munna spitzbergensis ingår i släktet Munna och familjen Munnidae. Inga underarter finns listade i Catalogue of Life.